# Reute
Reute es una comuna suiza del cantón de Appenzell Rodas Exteriores, formó parte del extinto distrito Vorderland. Limita al norte con la comuna de Heiden, al este y oeste con Oberegg (AI), y al sur con Balgach (SG), Rebstein (SG) y Marbach (SG).
La comuna de Reute está dividido en tres localidades: Mohren, Reute y Schachen. La parroquia del pueblo tiene más de 300 años.